# Titanis
Titanis ist eine Gattung aus der ausgestorbenen Familie der Phorusrhacidae („Terrorvögel“), die im Pliozän vor 5 bis 2 Millionen Jahren in Nordamerika lebte. Sie gilt als einer der jüngsten bekannten Vertreter der Vogelgruppe überhaupt. Das Fundmaterial, das zum überwiegenden Teil aus Florida und Texas stammt, ist aber spärlich und zudem meist im fragmentierten Zustand erhalten. Aussagen zu Körpergröße und Gewicht sind daher nur bedingt möglich, im allgemeinen Körperbau dürfte Titanis aber den anderen „Terrorvögeln“ geglichen haben. Die Gattung erhielt 1963 ihre wissenschaftliche Bezeichnung.

## Merkmale
Titanis gehört zu den größeren Vertretern der Phorusrhacidae. Die Vogelgattung ist allerdings nur über stark fragmentiertes Knochenmaterial bekannt, das etwas mehr als drei Dutzend Stücke einschließt. Während der Erstbeschreibung wurde Titanis als etwa gleich groß wie Phorusrhacos, aber kleiner als Devincenzia eingeschätzt. Da es kaum vollständig erhaltene Knochen gibt, sind die Größenbestimmungen ungenau. Eine Studie des Gesamtfundmaterials, die im Jahr 2005 veröffentlicht wurde, geht von etwa 1,44 bis 1,87 m Scheitelhöhe aus. Die Wissenschaftler merken aber an, dass die Werte aufgrund des stückhaften Fundcharakters eventuell zu niedrig angesetzt sind und die Tiere durchaus die für Phorusrhacos ermittelte Gesamthöhe von 2,4 m erreicht haben könnten. Ein ursprünglich angenommenes Gewicht von 150 kg wurde aber nicht bestätigt, vielmehr lässt das Fundmaterial laut der Studie eine genaue Gewichtsangabe nicht zu. Im allgemeinen Körperbau war Titanis wohl mit einem schmalen Körper, deutlich verlängerten Laufbeinen und stark zurückgebildeten Flügeln seinen südamerikanischen Verwandten sehr ähnlich.
Das Fundmaterial wurde bisher nur teilweise ausführlich beschrieben. Unter anderem ist vom Schädel das Os quadratojugale mehrfach überliefert, das größte Exemplar besitzt eine erhaltene Länge von 17 cm und eine Höhe von 2,3 cm. Im Größenvergleich mit anderen Vertretern der Phorusrhacidae könnte der Schädel damit zwischen 36 und 54 cm lang gewesen sein. Das Flügelbein maß 7,5 cm in der Länge und 1,5 cm in der Breite. Es wies seitlich große Gelenkfazetten auf, die es mit dem Keilbein verbanden. Die relative Größe des Knochens und die Form und Lage der Gelenkflächen entsprechen den anderen Phorusrhaciden. Auffällig sind die extrem reduzierten Flügelknochen gegenüber den Hinterbeinen, was allgemein typisch für flugunfähige Vögel ist. Allerdings sind sie bei Titanis noch stärker zurückgebildet und im Bezug auf die Körpergröße die kürzesten innerhalb der Phorusrhacidae. So erreichte der Arm nur ein Sechstel der Gesamtlänge des Beins, bei Psilopterus ist es noch ein Drittel. Der Oberarmknochen zeigte einen robusten Bau und einen seitlich gepressten Schaft. Das Innere war nicht vollständig hohl, sondern mit einem Knochennetzwerk durchsetzt. Der Carpometacarpus war kurz und kräftig, er entsprach in seiner Größe etwa dem eines Truthahns. Ein kugelartiges Gelenk am vorderen Ende wurde als Ansatzstelle für eine Kralle am ersten Fingerstrahl gedeutet. Da derartig geformte Gelenkbildungen auch bei den heutigen Seriemas vorkommen, den nächsten Verwandten der Phorusrhacidae, bei denen keine Kralle ausgebildet ist, wird diese Interpretation aber angezweifelt. Der Tarsometatarsus war robust, das untere Gelenkende wurde 7,6 cm breit. Die mittlere der drei Gelenkrollen besaß die größten Ausmaße, im Gegensatz zu Phorusrhacos verbreiterte sie sich leicht am Ende, außerdem stand sie senkrecht zum Schaft und war nicht wie bei letzterem leicht nach vorn geneigt. Die inneren und äußeren Gelenkrollen waren deutlich kleiner, ihre Breite erreichte nur etwa die Hälfte der mittleren, womit diese schmaler waren als bei Devincenzia. Der generelle Bau des Knochens indiziert, dass der mittlere der drei nach vorn gerichteten Zehen der deutlich kräftigste war. Die ersten Zehenglieder besaßen ein proximal höheres als weiteres Gelenk. Die jeweils letzte Phalange maß bis zu 6 cm in der Länge und war markant gebogen sowie vorn spitz zulaufend, was das Vorhandensein von kräftigen Krallen anzeigt.

## Fossilfunde

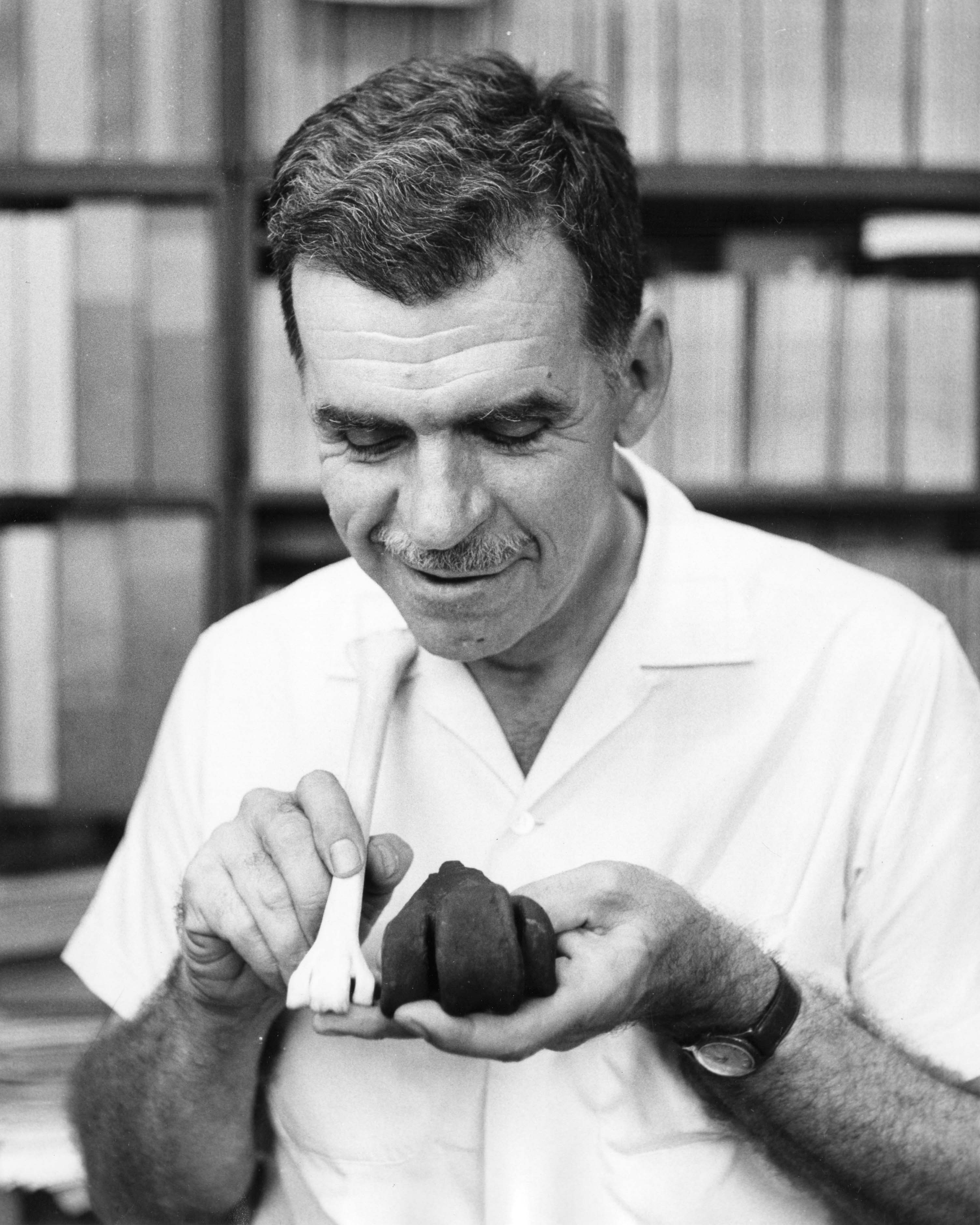
Pierce Brodkorb mit dem ersten Tarsometatarsus von Titanis

Durch die Entstehung des Isthmus von Panama und damit die Bildung einer Landbrücke zwischen Nord- und Südamerika breiteten sich die Phorusrhacidae im Zuge des Großen Amerikanischen Faunenaustauschs auch nach Norden aus. Allerdings stellt Titanis den bisher einzigen nachgewiesenen Vertreter dieser Vogelgruppe in Nordamerika dar, zudem ist das Fundmaterial relativ spärlich und überwiegend stark fragmentiert. Der mit rund 40 Fragmenten größte Anteil stammt aus Florida und wurde zwischen den 1960er und 1990er Jahren gesammelt. Das Material verteilt sich auf drei Fundstellen: die Ablagerungen des Santa Fe Rivers im Norden, einen Karsttrichter bei Inglis im Nordwesten und ein bisher einzelner Knochen aus Port Charlotte im zentralen Teil des US-Bundesstaates. Die Fossilreste beschränken sich auf einige Schädelfragmente nebst Unterkiefer, Wirbel und Teile der Vorder- und Hintergliedmaßen. Von letzteren sind nur der Carpometacarpus und diverse Zehenglieder des dritten und vierten Strahls vollständig erhalten. Aus Texas konnte bisher nur eine einzelne Phalange des rechten Fußes dokumentiert werden. Der Fund kam bei Arbeiten in einem Kieswerk im San Patricio County zu Tage, welches Schottermaterial aus der untersten Terrasse des Nueces Rivers unterhalb der Wasserlinie fördert. Für beide Fundregionen besteht aus geologischer Sicht jeweils eine große Zeitspanne für die Altersdatierung, die vom Unteren Pliozän bis zum Ausgang des Pleistozän reicht, was zumeist den Fundbedingungen geschuldet ist. Die beigefundene Säugetierfauna kann aufgrund der Mischung des Materials ebenfalls keine exakten biostratigraphischen Anhaltspunkte geben. Untersuchungen der in den Knochen eingelagerten Seltenen Erden konnten aber für den Fund aus Texas das Alter auf das Untere Pliozän vor rund 5 Millionen Jahren und für die Funde aus Nordflorida auf den Übergang vom Pliozän zum Pleistozän vor etwa 2,2 bis 1,8 Millionen Jahren einschränken. Titanis gehört somit zu den frühen Einwanderern während des Großen Amerikanischen Faunenaustauschs.
Im Jahr 2013 wurde ein rund 9,1 cm langes und 5,5 cm hohes vorderes Fragment des Oberschnabels aus den unteren Abschnitten der Olla-Formation im Anza-Borrego Desert State Park im südlichen Kalifornien zu Titanis verwiesen. Der Fund war bereits 1961 entdeckt, zuvor aber zu Teratornis beziehungsweise Aiolornis gestellt worden. Die Fundschicht wird radiometrisch auf etwa 3,7 Millionen Jahre datiert, was sich mit den Alterswerten der anderen Funde von Titanis deckt. Morphologisch und strukturell ähnelt der Fossilfund denen der bekannten Phorusrhaciden. Er erweitert somit das Fundgebiet von Titanis erheblich weiter nach Westen.

## Paläobiologie
Die Fundstellen der bisher aufgefundenen Fossilreste lassen annehmen, dass Titanis an offene Landschaften angepasst war, die mit Karsterscheinungen und Quellen in Verbindung standen. Möglicherweise waren die Vögel opportunistische Jäger, die eher kleine Beute bevorzugten. Insgesamt trat Titanis ausgehend von den wenigen bisherigen Nachweisen wohl eher selten auf. Anhand der unterschiedlichen Größenausprägung des Os quadratojugale bei ausgewachsenen Individuen kann eventuell auf einen Geschlechtsdimorphismus geschlossen werden.

## Systematik
Titanis ist eine Gattung aus der heute ausgestorbenen Familie der Phorusrhacidae. Diese umfassen mittelgroße bis große, bodengebundene Vögel, die sich überwiegend räuberisch ernährten, was durch ein bogenförmig nach unten verlaufendes spitzes Ende des Schnabels und greifvogelartig gestaltete Krallen angedeutet wird. Aufgrund dessen werden die Phorusrhacidae umgangssprachlich häufig als „Terrorvögel“ bezeichnet. Sie gehören in die nähere Verwandtschaft der heutigen Seriemas, die die offenen Landschaften Südamerikas bewohnen. Der Ursprung der Phorusrhacidae wird ebenfalls auf diesem Kontinent vermutet, Titanis erreichte aber als bisher einziger bekannter Vertreter Nordamerika. Die Familie trat vom Oberen Eozän bis zum späten Pleistozän auf, die jüngsten bisher bekannten Funde stammen aus Uruguay.
Ursprünglich wurde Titanis in die Unterfamilie der Phorusrhacinae gestellt und bildete eine nähere Verwandtschaftsgruppe mit dem riesigen Kelenken, dem nicht ganz so großen Devincenzia und Phorusrhacos, der Typusform der gesamten Familie. Die Vertreter der Unterfamilie zeichneten sich durch einen großen, aber relativ schlanken Körperbau und gut entwickelte Laufbeine aus, wobei der lang ausgedehnte Mittelfuß jeweils wenigstens 60 % der Länge des Tibiotarsus erreichte, was auf eine flinke Fortbewegung schließen lässt. Ein weiteres Kennzeichen bildete die lang ausgestreckte und schmale Symphyse des Unterkiefers. Untersuchungen zur Stammesgeschichte der Phorusrhacidae aus dem Jahr 2015 erbrachten aber, dass die Phorusrhacinae polyphyletisch sind und zusammen mit den weiteren Unterfamilien der Physornithinae und der Patagornithinae eine gemeinsame Gruppe bilden. Diese bezieht weitgehend die großen Formen der Familie ein und wird daher vorläufig als „echte Terrorvögel“ bezeichnet. Sie steht wiederum einer Gruppe eher kleinwüchsiger Vertreter gegenüber, die sich aus den Unterfamilien der Psilopterinae und der Mesembriornithinae zusammensetzt und den ebenfalls vorläufigen Terminus „Psilopterines“ trägt. Diese herausgearbeitete Zweiteilung konnte durch spätere Studien bestätigt werden. Ein Übersichtswerk aus dem Jahr 2017 vereinte dann alle größeren Formen der „Terrorvögel“ in der Unterfamilie der Phorusrhacinae. Abweichend davon spaltete eine weitere Untersuchung aus dem Jahr 2024 die Physornithinae und Patagornithinae erneut ab und teilte die verbliebenen großen Angehörigen der Phorusrhacinae in eine grazilere und eine robustere Linie auf. Titanis steht hierin Phorusrhacos am nächsten.
Die Gattung Titanis wurde im Jahr 1963 von Pierce Brodkorb wissenschaftlich erstbeschrieben. Als Holotyp (Exemplarnummer UF-4108) gilt ein fragmentierter Tarsometatarsus, von dem nur das körperferne, untere Gelenkende erhalten ist. Dieser wurde zusammen mit einer Fußzehe im Winter 1961/62 von Benjamin I. Waller in Ablagerungen des Santa Fe Rivers im Columbia County im Norden Floridas entdeckt. Zu Ehren des Finders benannte Brodkorb die einzige bekannte Art Titanis walleri. Der Gattungsname ist der griechischen Mythologie entlehnt (τιτανις Titanis) und bezeichnet eine einzelne Göttin aus dem Geschlecht der Titanen.